# Hemlockspar
Hemlockspar (Tsuga) is een geslacht uit de dennenfamilie (Pinaceae). Het geslacht omvat negen soorten, waarvan er vier van nature voorkomen in Noord-Amerika en er vijf van nature voorkomen in Azië. Het zijn 20-65 m hoge, groenblijvende bomen met een kegelvormige tot onregelmatige kroon en neerhangende takuiteinden. De bladeren zijn naaldachtig, 0,8-4 cm lang en 1,5-3 mm breed, spiraalvormig gerangschikt op de stam maar verdraaid bij de basis. De kegels zijn hangend, 1,5-3,5 cm lang (3,5-7 cm bij Tsuga mertensiana), ovaalvormig tot cilindrisch. Ze zijn rijp in de herfst, zo'n zes tot acht maanden na bestuiving. De zaden zijn 2-4 mm lang en hebben een 8-12 mm lange vleugel.
De westelijke hemlockspar (Tsuga heterophylla) is de grootste soort. Deze boom kan tot 70 m hoog worden. Het is een bijzonder algemene boom in de Pacific Northwest in Noord-Amerika. De twee soorten in oostelijk Noord-Amerika, de oostelijke hemlockspar (Tsuga canadensis) en Tsuga caroliniana worden bedreigd door het sap-zuigend insect Adelges tsugae. Deze bladluis werd per ongeluk ingevoerd vanuit oostelijk Azië. Veel sterfgevallen hebben zich voorgedaan, vooral ten oosten van de Appalachen. De Aziatische soorten en de twee soorten uit West-Amerika zijn relatief resistent tegen deze ziekte.
Tsuga mertensiana neemt binnen het geslacht in verscheidene opzichten een bijzondere positie in: de bladeren zijn minder afgevlakt en de kegels zijn het langst van alle soorten uit het geslacht (3,5-7 cm lang) en eerder cilindrisch dan ovaal.
Het Von Gimborn Arboretum te Doorn herbergt de Nederlandse Nationale Plantencollectie van het geslacht hemlockspar.

## Soorten
Het geslacht Tsuga bestaat uit de volgende soorten:
- Carolina-hemlockspar (Tsuga caroliniana)
- Chinese hemlockspar (Tsuga chinensis)
- Forrests hemlockspar (Tsuga forrestii)
- Himalaya-hemlockspar (Tsuga dumosa)
- Mertens' berghemlockspar (Tsuga mertensiana)
- Noord-Japanse hemlockspar (Tsuga diversifolia)
- Oostelijke hemlockspar (Tsuga canadensis)
- Westelijke hemlockspar (Tsuga heterophylla)
- Zuid-Japanse hemlockspar (Tsuga sieboldii)

## Fossiel voorkomen
Het pollen van Tsuga komt in Europa tijdens het Neogeen tot in verschillende interglacialen van het Pleistoceen voor. Hoge percentages (tot tientallen procenten van het boompollen) worden als kenmerkend beschouwd voor het Bavel Interglaciaal (ongeveer 1 Ma geleden).
... · 
T. canadensis (Oostelijke hemlockspar) · 
T. heterophylla (Westelijke hemlockspar) · 
T. mertensiana (Mertens' berghemlockspar) · 
...
... · 
Abies (Zilverspar) · 
Cedrus (Ceder) · 
Larix (Lork) · 
Picea (Spar) · 
Pinus (Den) · 
Pseudotsuga  · 
Tsuga (Hemlockspar) · 
...